# Zeusova krv
Zeusova krv (eng. 'Blood of Zeus) izvorno poznata kao Gods & Heroes je američka animirana serija za odrasle koju su stvorili i napisali Charley i Vlas Parlapanides za streaming platformu Netflix. U produkciji Powerhouse Animation Studija s animacijom povjerenom južnokorejskim studijima Mua Film i Hanho Heung-Up, serija je premijerno prikazana 27. listopada 2020. na Netflixu.
Početkom prosinca 2020. godine Netflix je obnovio seriju za drugu sezonu, koja sa prikazvianjem počinje 10. svibnja 2024. Autori u planu imaju pet sezona.

## Radnja
U mitskoj staroj Grčkoj, mladi Heron, sin Zeusa, živi sa svojom majkom Electrom na periferiji malog grada. Heron nije običan mladić; on je polubog, rođen iz jedinstva između boga i čovjeka. Iako je sam Heron izmišljen lik stvoren za potrebe serije, postojanje takvih polubogova podrazumijeva se u izvornim mitovima.
Jednoga dana, grad u kojem Heron živi napadne vojska krvožednih demona. Tada Electra otkriva svom sinu njegovo pravo porijeklo: Heron je Zeusov sin, a sudbina ga vodi prema velikoj odgovornosti. Heron se protiv svoje volje uplete u rat između bogova i demona, suočavajući se s čudovištima i opasnostima. U međuvremenu, na Olimpu izbije svađa između Zeusa i njegove supruge Here, ogorčena izdajom svog muža.
U seriji se prikazuju bogovi, giganti, demoni, automati, titani i ostali mitski likovi iz izvornih priča.

## Glasovna postava
- Derek Phillips kao Heron, Zeusov i Elektrin sin
- Jason O'Mara kao:
  - Zeus
  - Elias
- Claudia Christian kao Hera
- Elias Toufexis kao Serafim, vođa Melidonaca
- Mamie Gummer kao Electra, Perianderova supruga, Heronova i Serafimova majka
- Chris Diamantopoulos kao:
  - Evios, krijumčar
  - Posejdon
- Jessica Henwick kao Aleksija, mlada amazonska ratnica, Heronova prijateljjica
- Melina Kanakaredes kao Ariana
- Matthew Mercer kao Hermes, Aleksijin otac
- Adetokumboh M'Cormack kao Kofi
- Adam Croasdell kao:
  - Apolon
  - Hefest
- Danny Jacobs kao:
  - Kralj Periander, Elektrin suprug, Serafimov otac
  - Kralj Acrizij, Serafimov stric
- Matt Lowe kao Ares
- Jennifer Hale kao:
  - Artemida
  - Klota, jedna od triju sestra mojra
- Fred Tatasciore kao Had
- David Shaughnessy kao:
  - Hiron
  - Dioniz
- Vanessa Marshall kao Arianina sestra, seljanka

## Pregled serije
| Sezona | Sezona | Epizode | Epizode | Originalno emitiranje | Originalno emitiranje |
| Sezona | Sezona | Epizode | Epizode | Premijera             | Finale                |
| ------ | ------ | ------- | ------- | --------------------- | --------------------- |
|        | 1.     | 8       | 8       | 27. listopada 2020.   | 27. listopada 2020.   |
|        | 2.     | 8       | 8       | 10. svibnja 2024.     | 10. svibnja 2024.     |

## Prijem
Za seriju, agregator pregleda Rotten Tomatoes prikupio je 19 recenzija i identificirao 100% njih kao pozitivne, s prosječnom ocjenom 8.14/10. Konsenzus kritičara na web stranici glasi: "Obnavljajući grčku mitologiju kao epsku kraljevsku bitku sa stilskim vizualima i istinskom glasovnom glumom, Zeusova krv zarađuje mjesto na planini Olimp akcijske animacije." Inverse.com je seriju nazvao "Netflixovim najboljim američkim animeom ikad", dok joj je IGN dao ocjenu 9/10. U objavi u kojem je sažela intervju u svom podcastu s tvorcima serije, Kate Sánchez rekla je da serija nudi "nijansirani pogled na ljutnju i kako se odnosi na moć" i napomenula kako je serija dio "kontinuiranog trenda animacije za odrasle". Emisija je nominirana za nagradu Annie za najbolju glazbu 2021. godine.

## Vanjske poveznice
- Službena stranica na Netflixu
- Zeusova krv u internetskoj bazi filmova IMDb-a